# Kerstsok

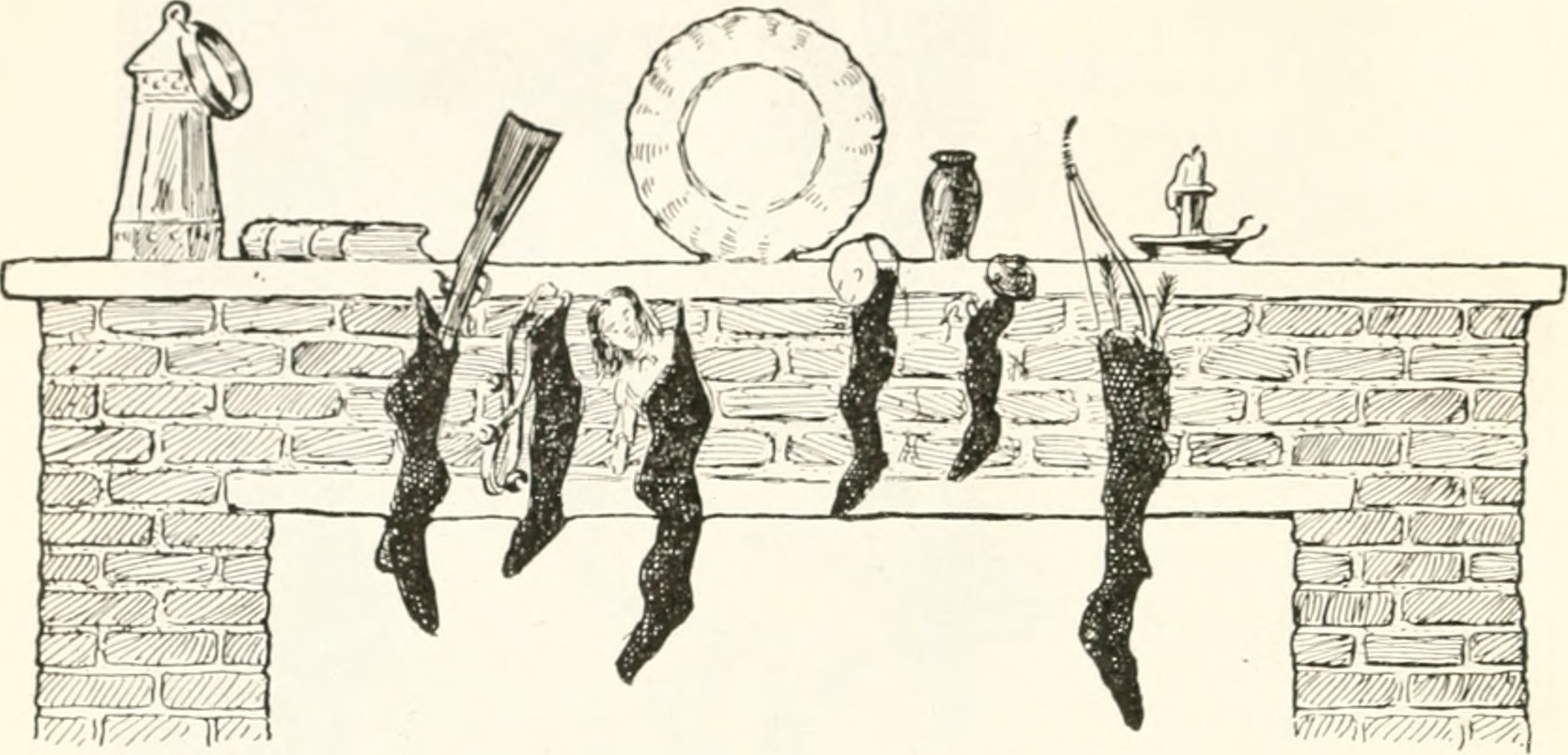
Kerstsokken aan de schoorsteenmantel gevuld met kerstcadeaus, 1915

Een kerstsok of kerstkous is een lege sok of sokvormige tas die als kerstgebruik wordt opgehangen, vaak bij de schoorsteenmantel. Sinterklaas, de Kerstman of de verwante figuren zoals Befana vullen de sok tijdens het Sinterklaasfeest, Kerstavond of Driekoningen met een kerstcadeau (zoals klein speelgoed, snoep, fruit, munten of andere kleine geschenken). 
Tegenwoordig hebben winkels een grote verscheidenheid aan stijlen en maten kerstsokken, en kerstsokken zijn ook een populair zelfgemaakt knutselwerkje. Veel families maken hun eigen kerstsokken met de naam van elk gezinslid op de kous, zodat de Kerstman weet welke kous bij welk gezinslid hoort.
Niet overal worden kerstsokken gebruikt, in bepaalde gebieden wordt 'de schoen gezet'.

## Oorsprong

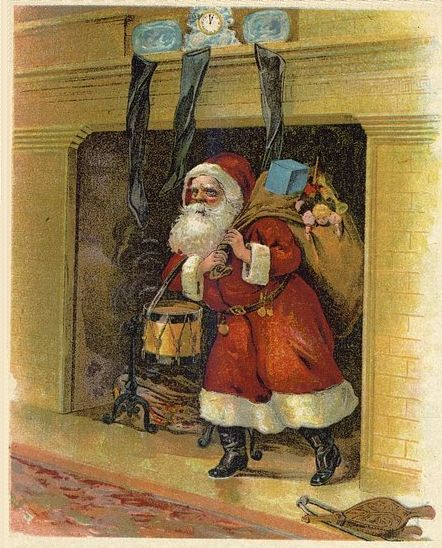
Santa's Arrival, ca. 1870

Kerstkousen werden al in 1823 genoemd als een gevestigde Amerikaanse traditie in het gedicht "A Visit from St. Nicholas" (ook wel Twas the Night Before Christmas genoemd). 

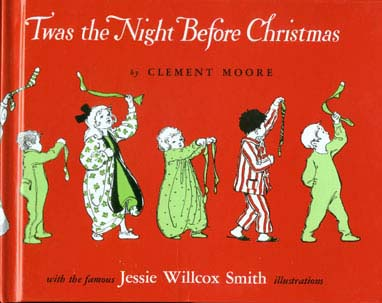
Kinderen lopen met hun kerstsokken in de hand, "Twas the Night Before Christmas", 1912
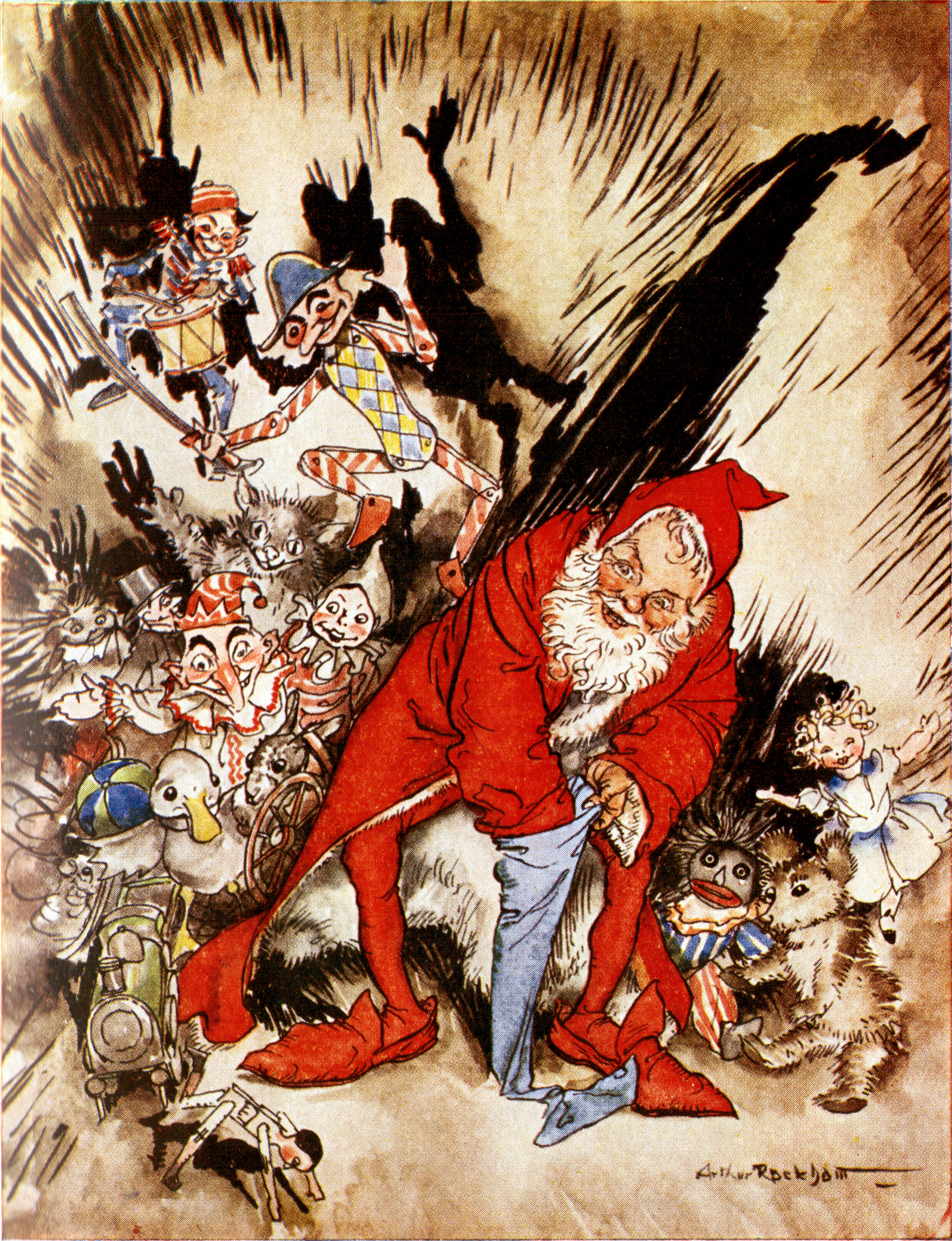
Santa vult de kerstssok in "Twas the Night Before Christmas", Arthur Rackham, 1915

Hoewel er geen geschreven verslagen zijn over de oorsprong van de kerstkous, zijn er populaire legendes die proberen de geschiedenis van de kersttraditie te vertellen. Een dergelijke legende kent verschillende variaties, maar het volgende is een goed voorbeeld: Sint Nicolaas verbleef bij een arm gezin en hoorde dat de vader van plan was zijn drie dochters in de prostitutie te verkopen om ze allemaal van de hongerdood te redden. Sint Nicolaas wilde helpen, maar wist dat de oude man geen liefdadigheid zou accepteren, dus besloot hij in het geheim te helpen. 
Toen hij na zonsondergang het huis verliet, gooide hij drie zakken met goud door een open raam; één belandde in een kous. Toen de meisjes en hun vader de volgende ochtend wakker werden, vonden ze de zakken met goud en waren ze natuurlijk dolgelukkig. De meisjes waren gered van hun trieste lot. Andere versies van het verhaal zeggen dat Sint Nicolaas de drie zakken met goud rechtstreeks in de kousen gooide, die bij de open haard hingen om te drogen.

## Afbeeldingen

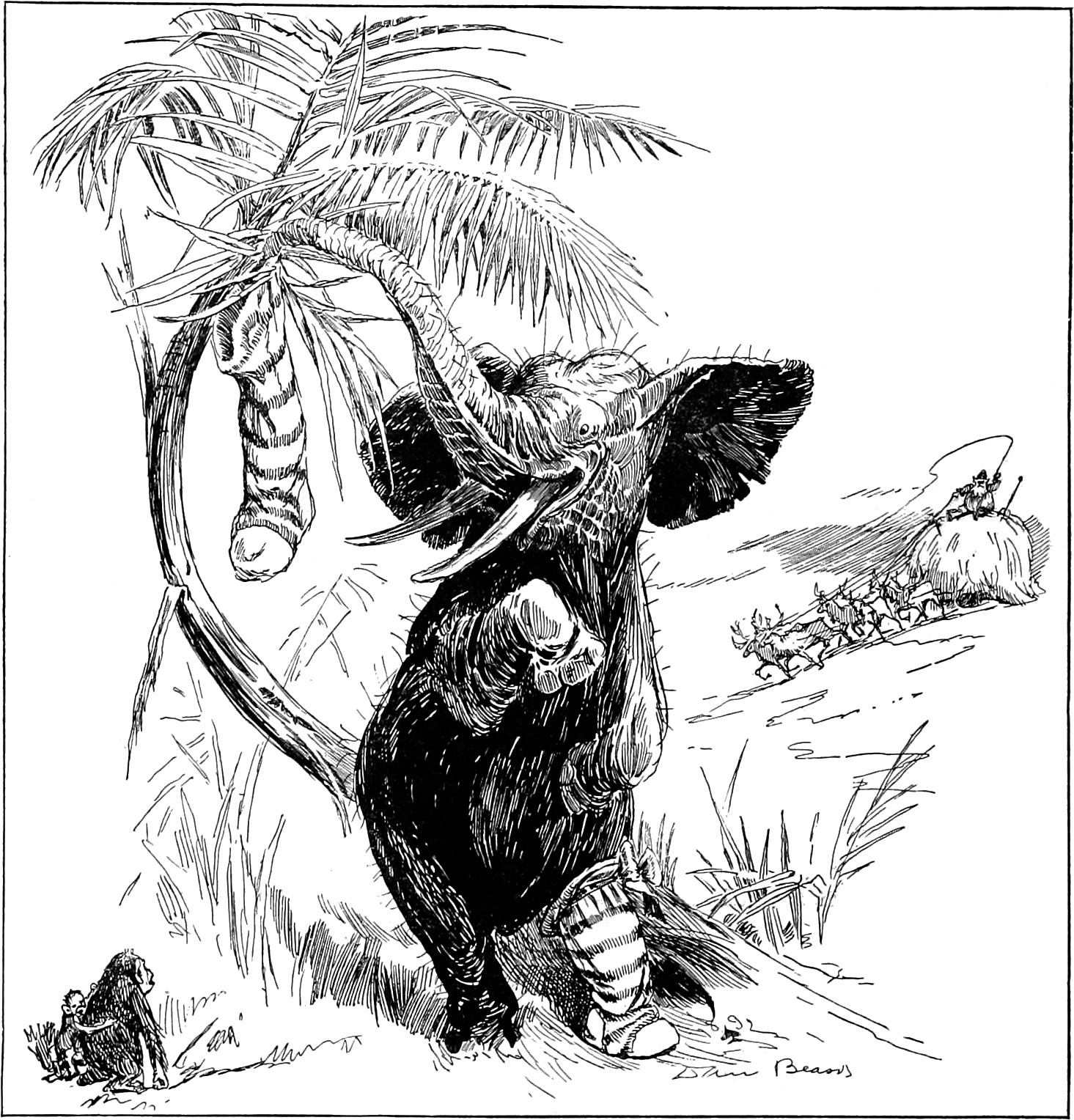
“Perhaps it is foolish to hang up my stocking, but—who knows!—Santa Claus may be along to fill it. If he does give me anything, I hope it will be something useful—a bale of hay, for instance.”

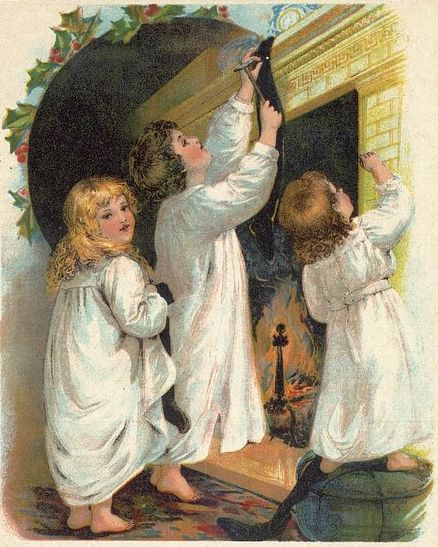
Kinderen hangen hun kerstsokken op, ca. 1870
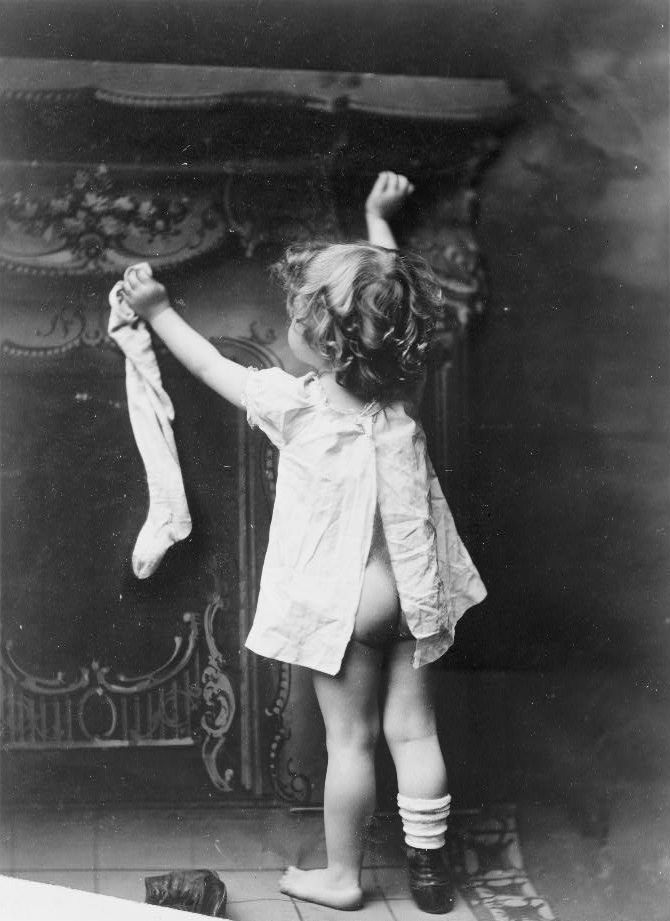
Een meisje hangt haar sok bij de schouw op kerstavond, 1901
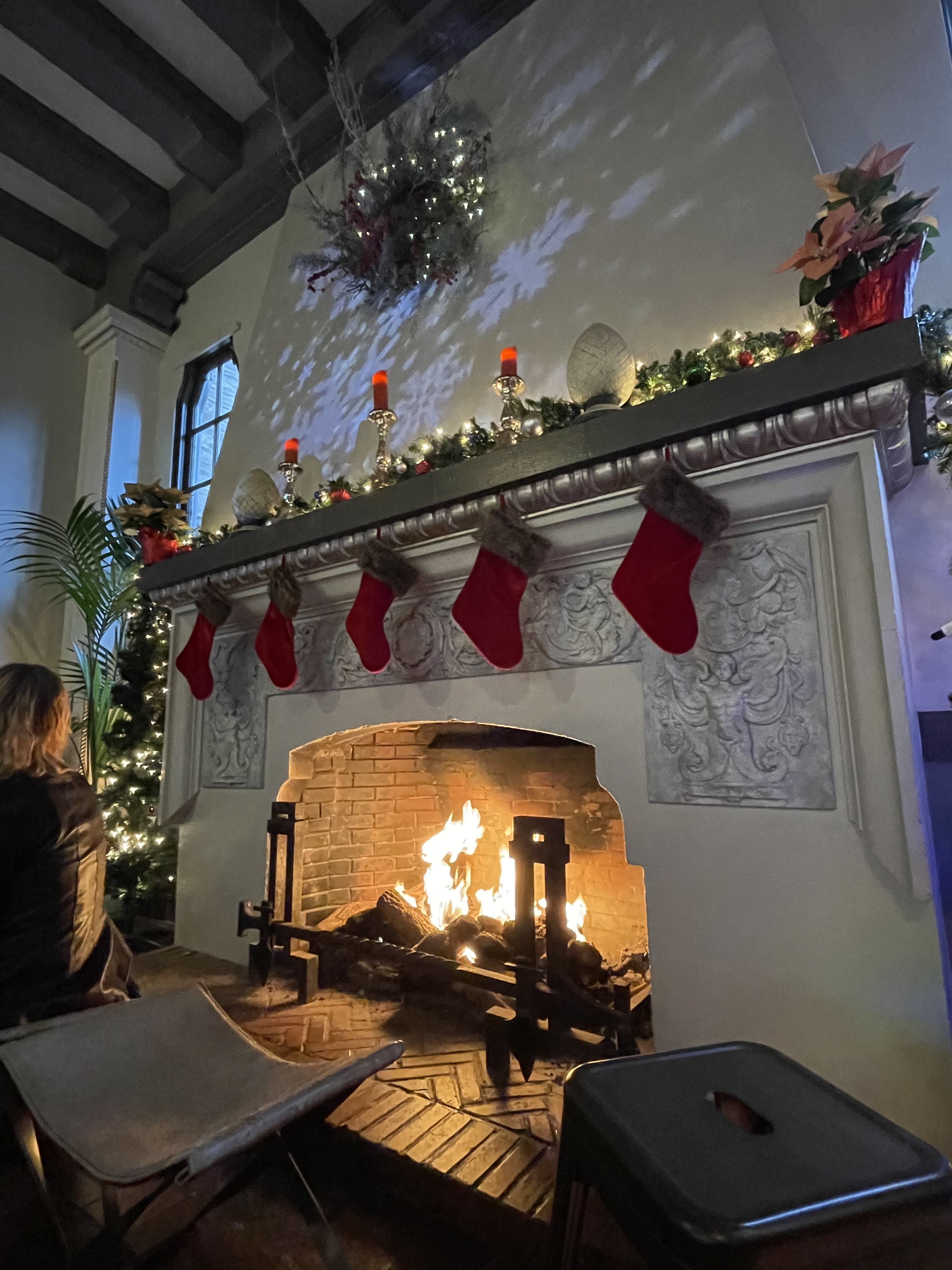
Kerstsokken aan de schouw in een hotel
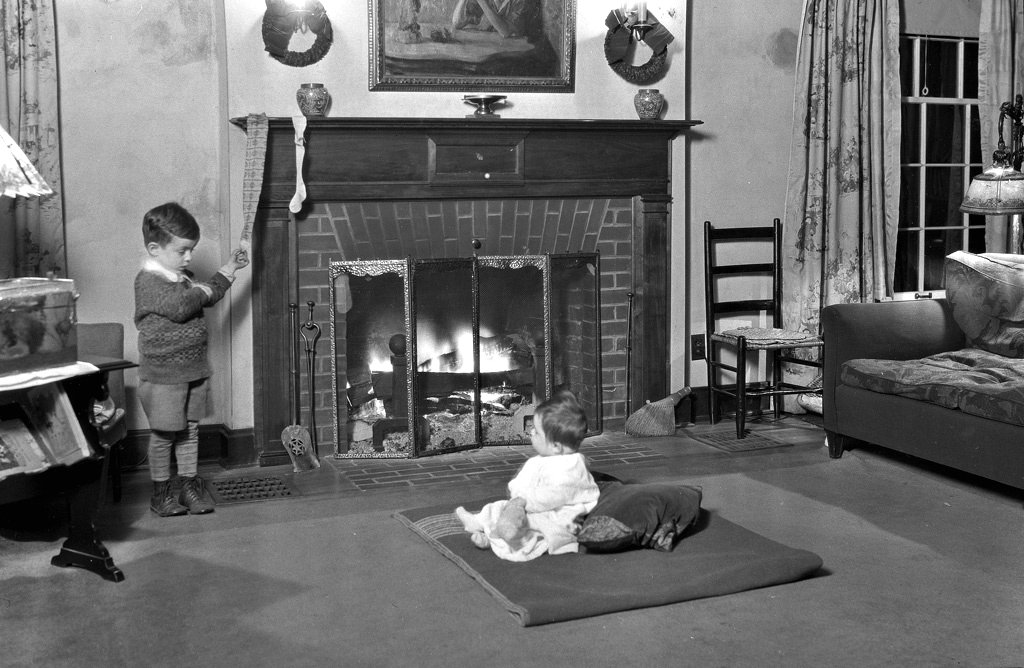
Kerstavond, 1928
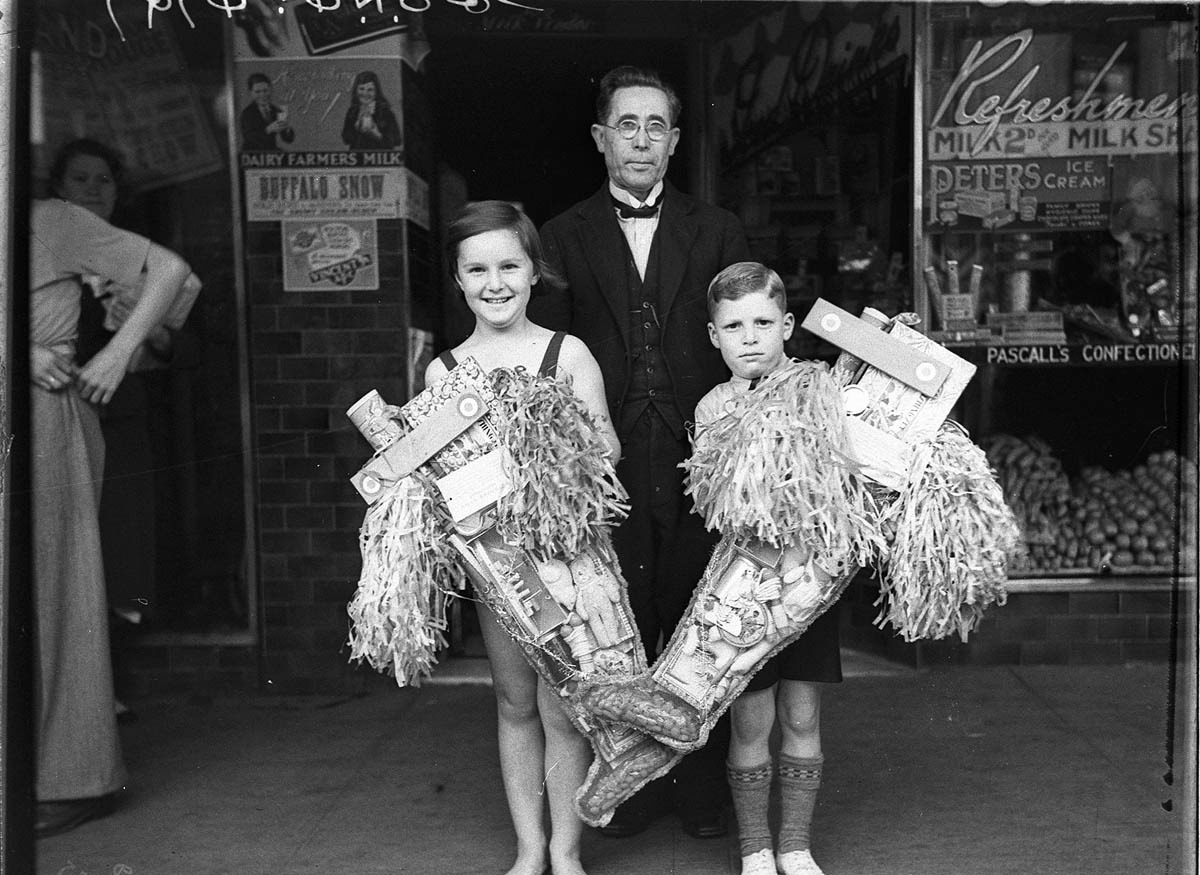
Twee kinderen met de eerste en tweede prijs; gevulde kerstsokken
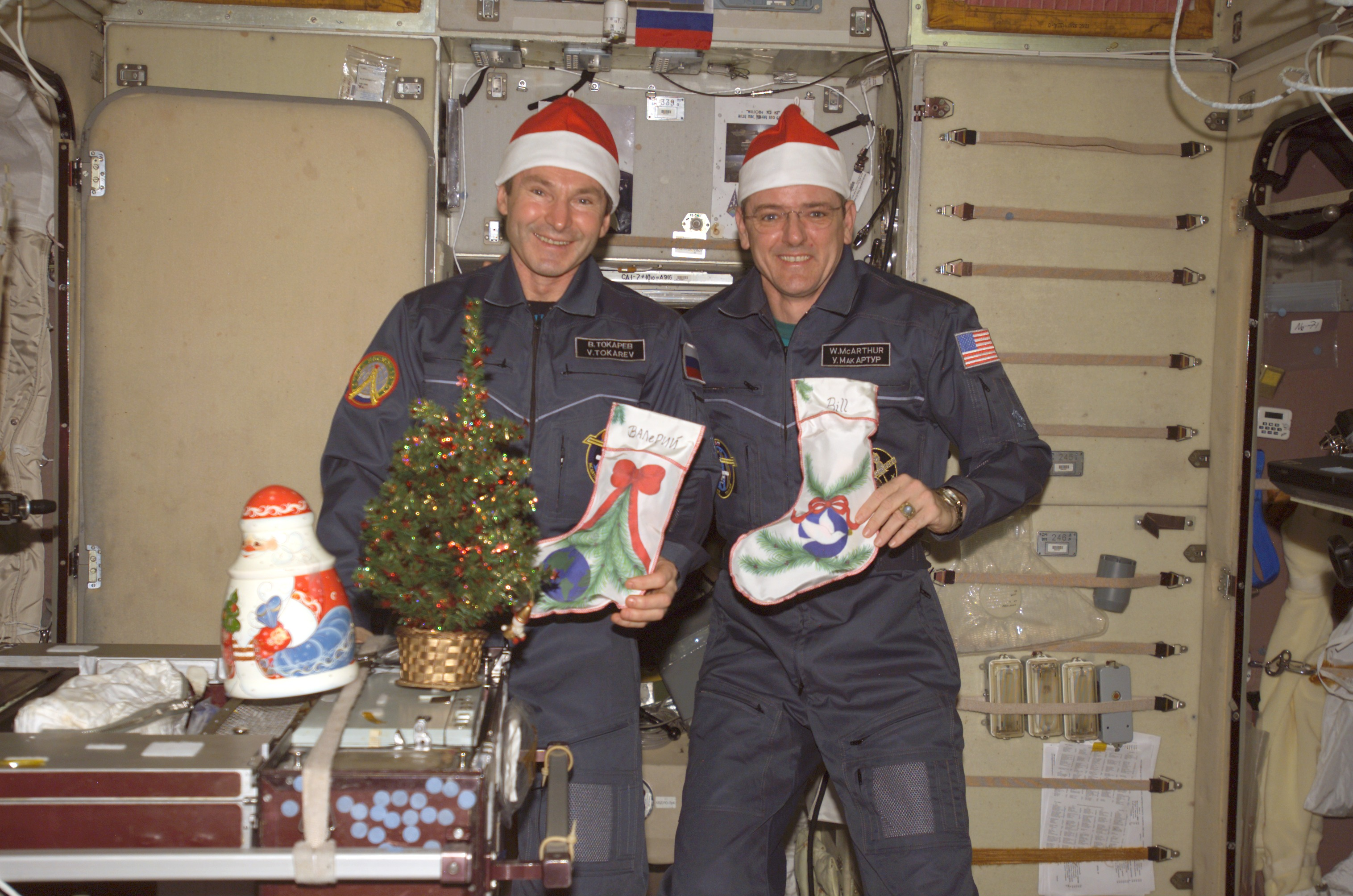
Kerstsokken bij de bemanning van het Internationaal ruimtestation ISS
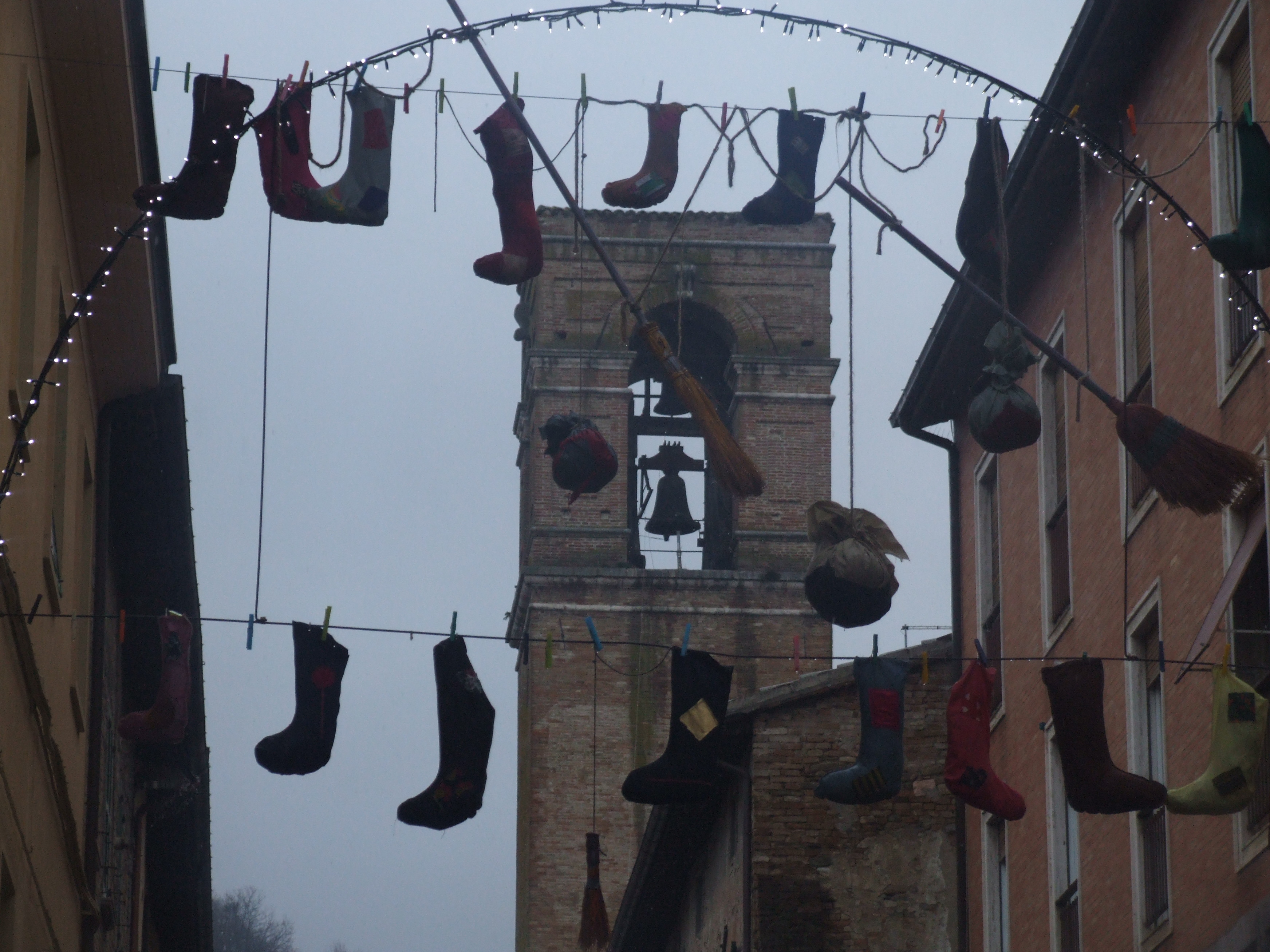
Kerstsokken in Italië worden gevuld door Befana
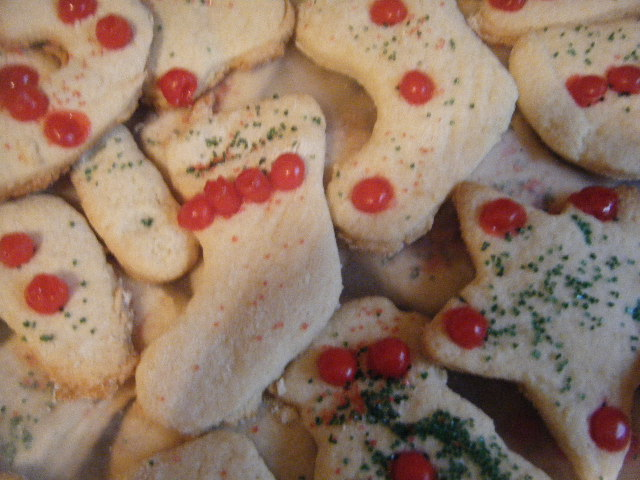
Koekjes in de vorm van kerstsokken
Kerstsokken met namen
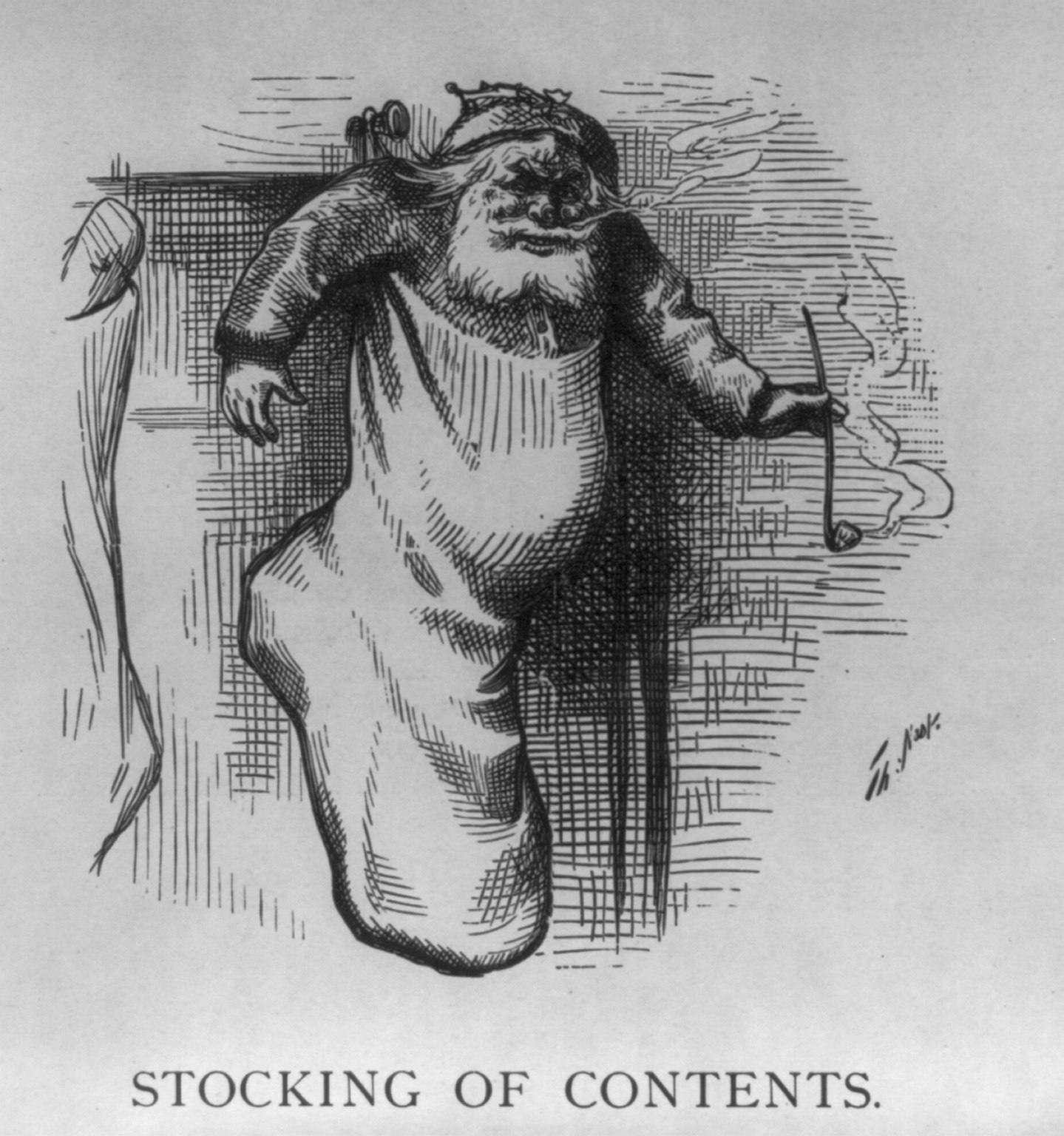
"Stocking of Contents", 1890
"Little Elephant came down waving the biggest stocking he could find", 1938
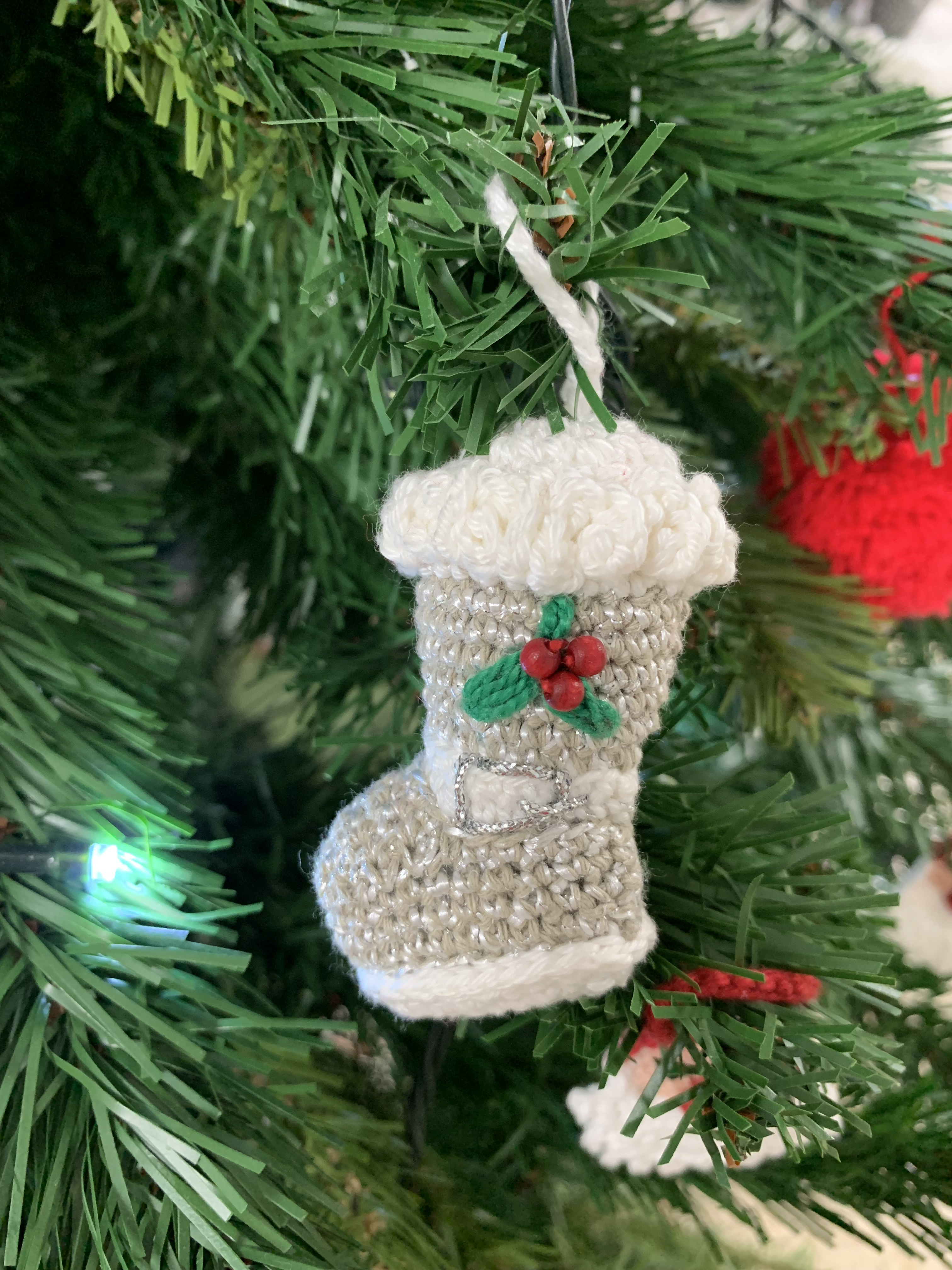
Gehaakt kerstornament hangend aan een kerstboom
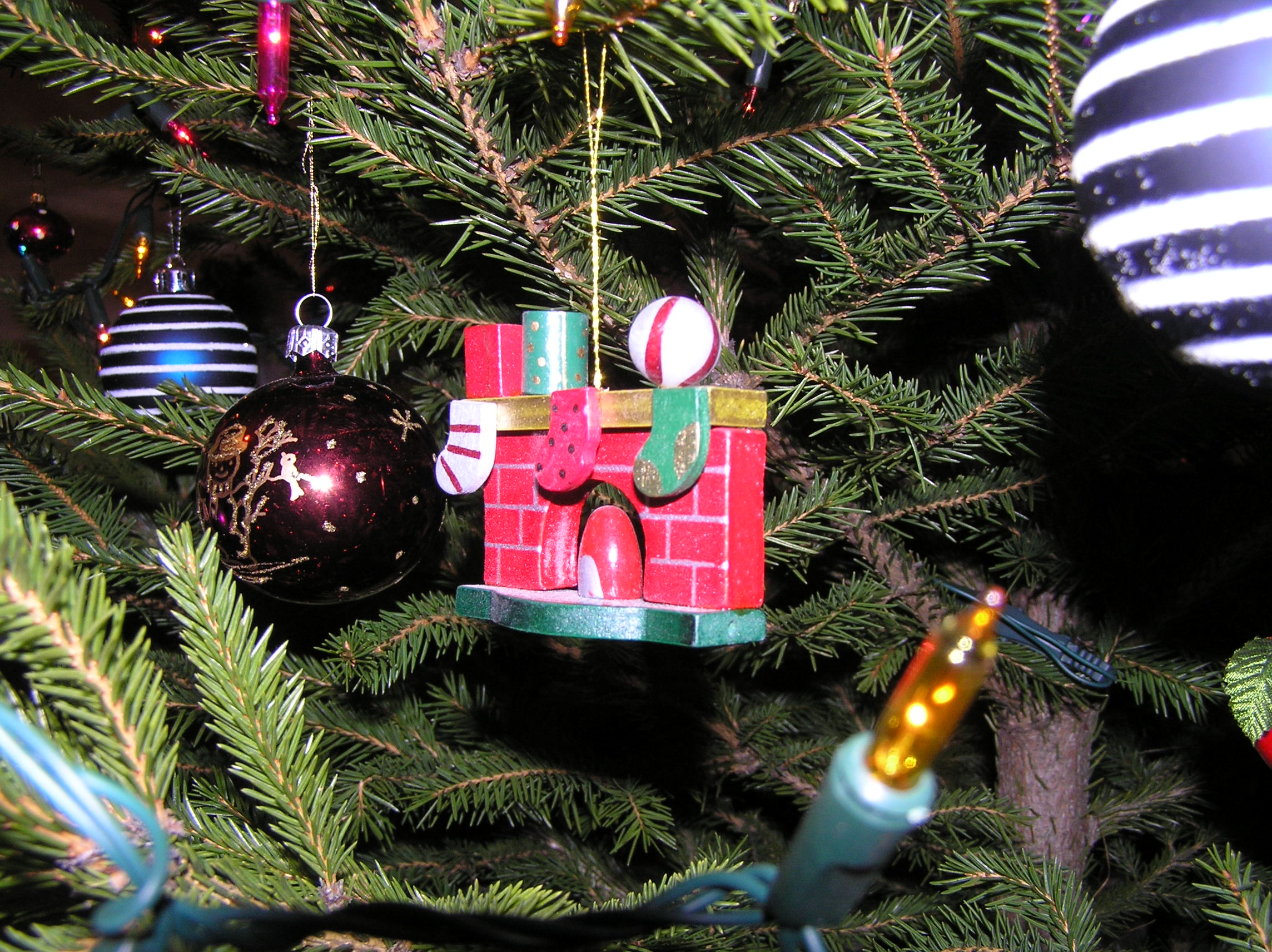
Een schoorsteenmantel met kerstsokken als ornament voor in de kerstboom
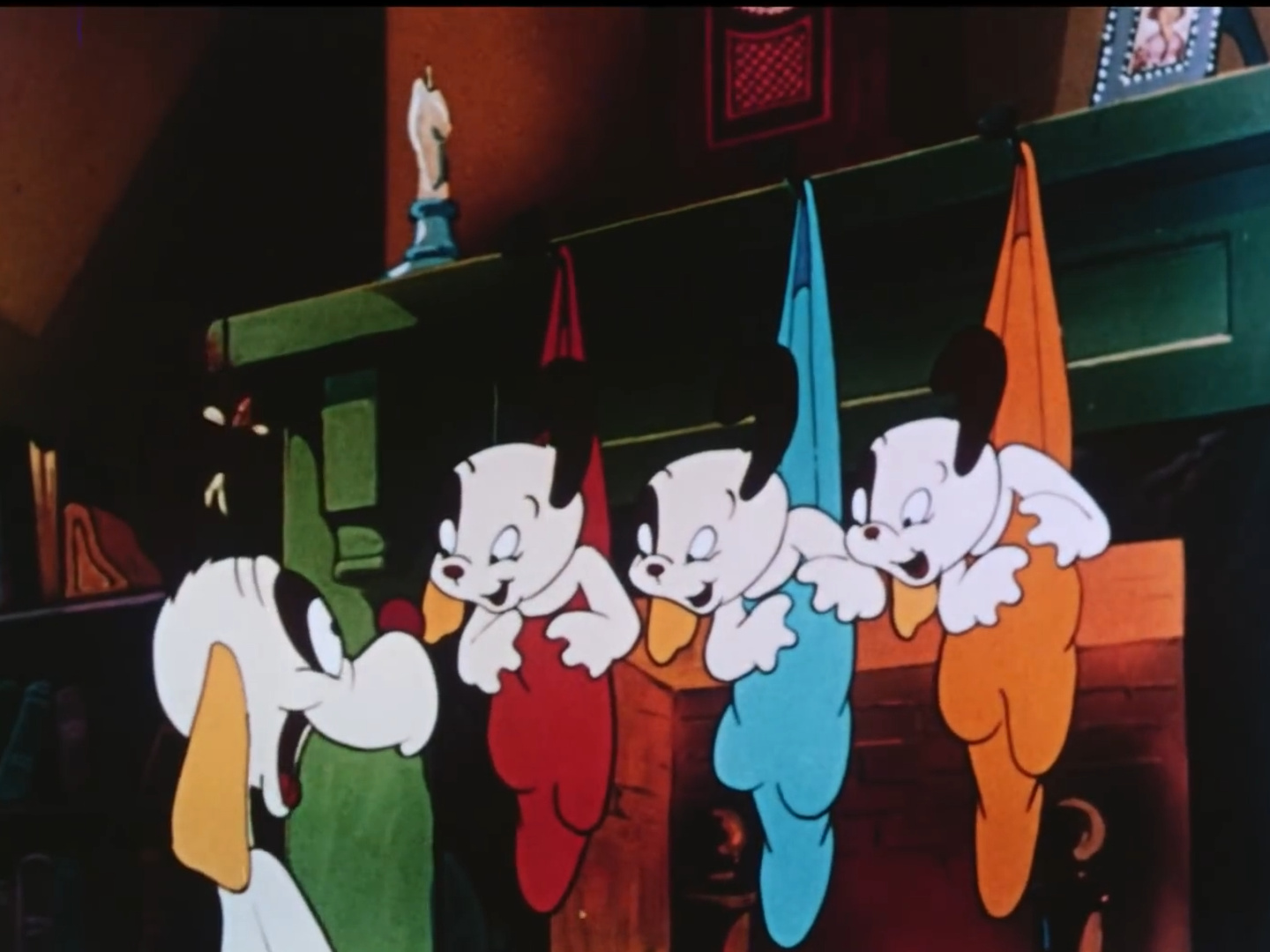
"Hector's Hectic Life", 1956
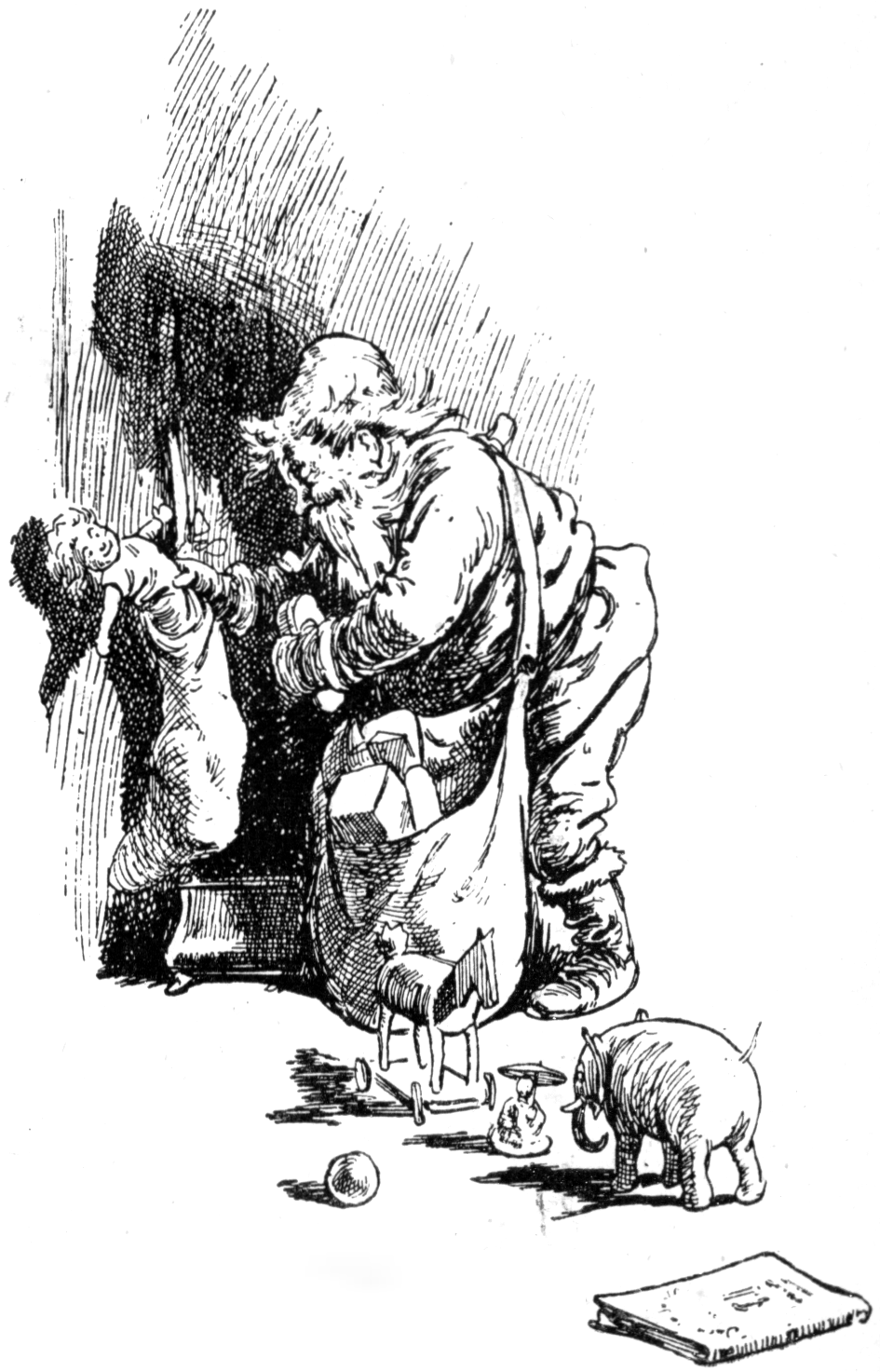
De sok wordt gevuld, 1891
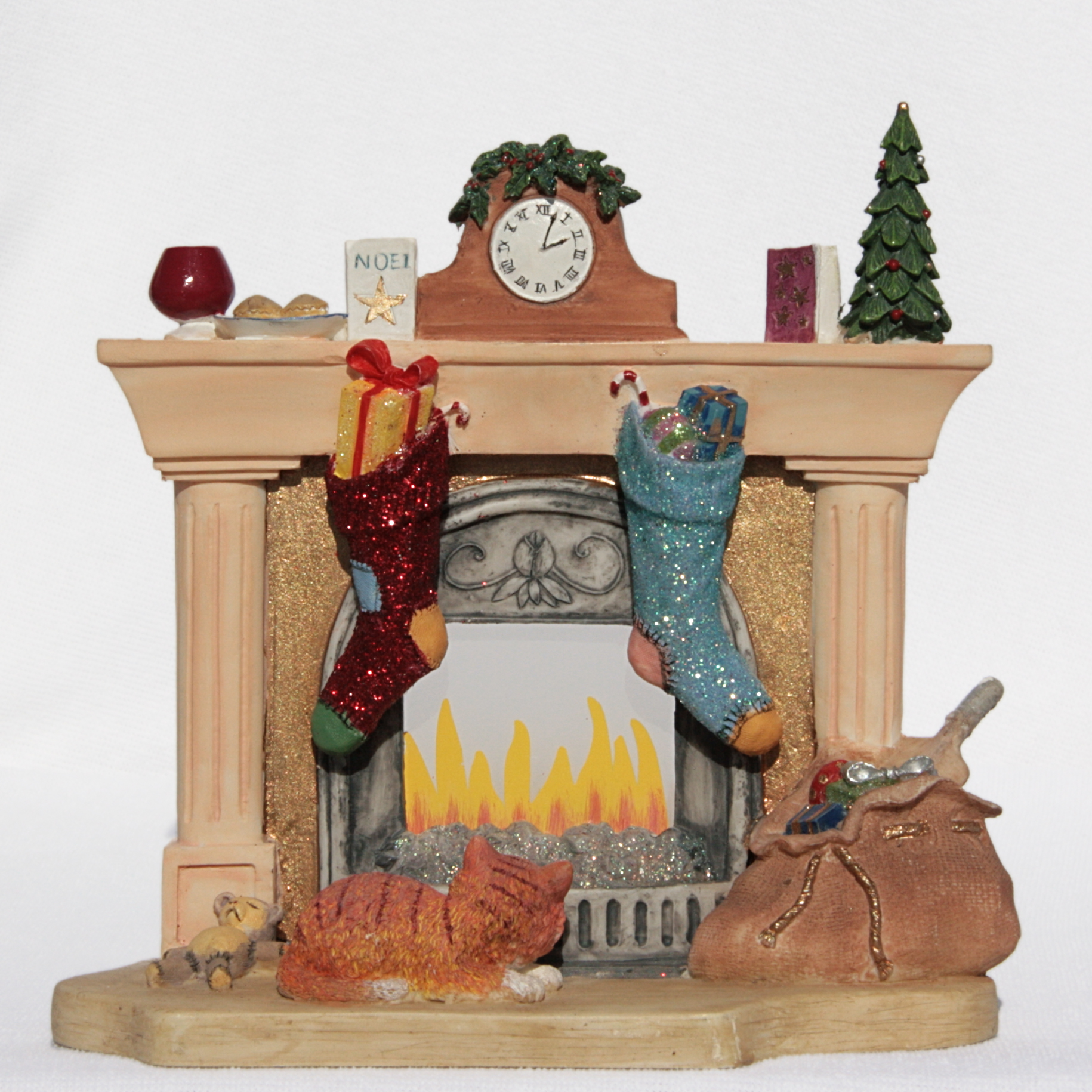
Kerstmis op Cyprus